# NGC 7707
NGC 7707 é uma galáxia elíptica (E-S0) localizada na direcção da constelação de Andromeda. Possui uma declinação de +44° 18' 17" e uma ascensão recta de 23 horas, 34 minutos e 51,3 segundos.
A galáxia NGC 7707 foi descoberta em 24 de Outubro de 1786 por William Herschel.